# 譚布
譚布（？—1665年），舒穆禄氏，滿洲正白旗人，清朝官员、工部尚書。
譚布是譚泰之弟，崇德年间，率军征伐索伦部，围攻锦州、宁远，击败明朝总督洪承畴援军。顺治初年入关，追击李自成大顺军、明军，攻打姜瓖，在陕西、山东、徐州、大同府转战，封为一等阿思哈尼哈番。官至甲喇章京、议政大臣。順治八年（1651年）三月己丑，接替星訥，擔任清朝工部尚書，后罷。由藍拜接任。康熙四年（1665年）卒。